# ميخائيل ديفيدسون (لاعب كريكت نيوزلندي)
ميخائيل ديفيدسون (3 سبتمبر 1992 في نيوزيلندا - ) (بالإنجليزية: Michael Davidson)‏ هو لاعب كريكت نيوزلندي.

## وصلات خارجية
- ميخائيل ديفيدسون (لاعب كريكت نيوزلندي) على موقع إي آس بي آن كريك إنفو (الإنجليزية)